# Coscinia nevadensis
Coscinia nevadensis är en fjärilsart som beskrevs av Charles Oberthür 1911. Coscinia nevadensis ingår i släktet Coscinia och familjen björnspinnare. Inga underarter finns listade i Catalogue of Life.